# زنگ تفریح با بریتنی اسپیرز
زنگ تفریح با بریتنی اسپیرز (به انگلیسی: Time Out with Britney Spears) اولین مجموعه ویدئو از هنرمند آمریکایی، بریتنی اسپیرز است. این مجموعه در ۲۳ نوامبر ۱۹۹۹ از طریق جایو رکوردز بر روی سیستم ویدئوی خانگی منتشر گردید. این اثر در سال ۲۰۰۱ همراه دومین مجموعه ویدئویی اسپیرز، زندگی کن و از آن هم بیشتر! بر روی دی‌وی‌دی ویدئو منتشر شد.
زنگ تفریح با بریتنی اسپیرز به‌طور کلی نظرات مطلوبی را از روزنامه‌نگارهای موسیقی دریافت کرد. این مجموعه همچنین با موفقیت تجاری همراه بود و در بین برترین‌های موزیک ویدئو ایالات متحده قرار گرفت و توانست گواهی ۳ پلاتین را از انجمن صنعت ضبط موسیقی ایالات متحده آمریکا دریافت کند.

## فهرست ترانه
- همهٔ نماهنگ‌ها توسط نایجل دیک ساخته شده‌است.

| زنگ تفریح با بریتنی اسپیرز – نسخه استاندارد | زنگ تفریح با بریتنی اسپیرز – نسخه استاندارد          | زنگ تفریح با بریتنی اسپیرز – نسخه استاندارد |
| شماره                                       | نام                                                  | مدت                                         |
| ------------------------------------------- | ---------------------------------------------------- | ------------------------------------------- |
| ۱.                                          | «معرفی»                                              | ۰:۳۲                                        |
| ۲.                                          | «در حال رشد»                                         | ۹:۰۳                                        |
| ۳.                                          | «ضبط اولین آلبوم من»                                 | ۶:۱۳                                        |
| ۴.                                          | «ساخت موزیک ویدئو: عزیزم یک بار دیگر…»               | ۲:۳۲                                        |
| ۵.                                          | «ساخت موزیک ویدئو: بعضی وقت‌ها»                       | ۶:۵۸                                        |
| ۶.                                          | «ساخت موزیک ویدئو: (دیوانه(ام کردی) (استاپ ریمیکس!)» | ۲:۳۰                                        |
| ۷.                                          | «در جاده»                                            | ۳:۴۱                                        |
| ۸.                                          | «در کنسرت شبکه دیزنی: زاده شدم برای شادی تو»         | ۴:۴۰                                        |
| ۹.                                          | «در کنسرت شبکه دیزنی: از ته قلب شکسته من»            | ۴:۳۷                                        |
| ۱۰.                                         | «اعتبارات»                                           | ۰:۵۵                                        |
| مجموع مدت:                                  | مجموع مدت:                                           | ۳۹:۴۱                                       |

| زنگ تفریح با بریتنی اسپیرز – با همراهی ویژه | زنگ تفریح با بریتنی اسپیرز – با همراهی ویژه     | زنگ تفریح با بریتنی اسپیرز – با همراهی ویژه |
| شماره                                       | نام                                             | مدت                                         |
| ------------------------------------------- | ----------------------------------------------- | ------------------------------------------- |
| ۱.                                          | «عزیزم یک بار دیگر…» (موزیک ویدئو)              | ۳:۵۷                                        |
| ۲.                                          | «بعضی وقت‌ها» (موزیک ویدئو)                      | ۳:۵۲                                        |
| ۳.                                          | «دیوانه(ام کردی)» (استاپ ریمیکس!) (موزیک ویدئو) | ۳:۱۸                                        |
| مجموع مدت:                                  | مجموع مدت:                                      | ۱۰:۲۷                                       |